# یال (کوه)

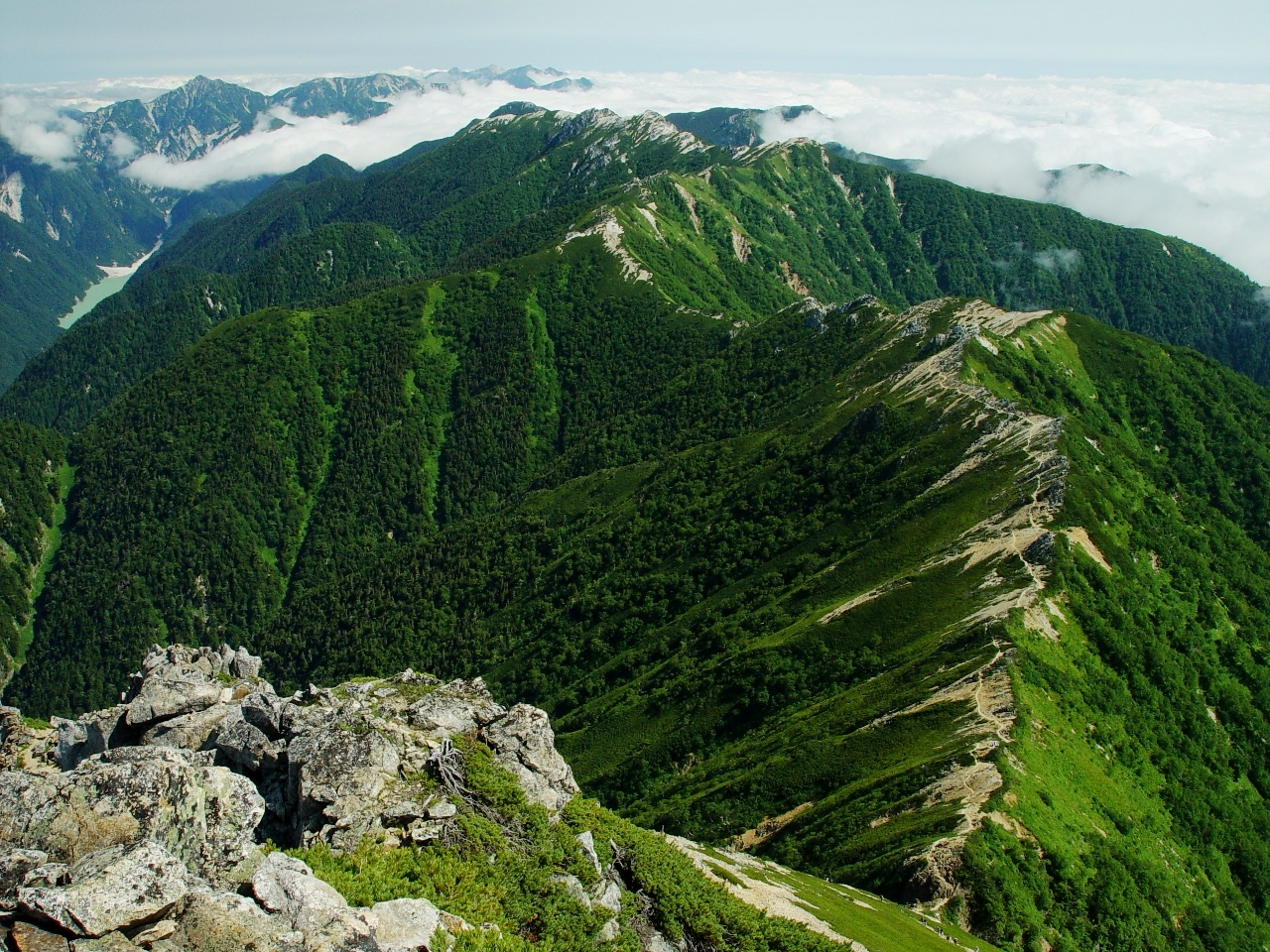
نمایی از یال کوه در ژاپن

یال محل برخورد دو شیب در بالاترین نقطه تماس است.
یال‌ها عمدتاً با خط آب‌پخشان (خط الراس) سازگار هستند، اما گهگاه این دو جدا از هم واقع می‌شود. 
در تصاویر ماهواره ای، یال ها بر اساس پردازش تصویر با روش های تشخیص الگو مشخص می شوند. 